# Капуста Віктор Львович
Віктор Львович Капуста (*3 вересня 1948 Охтирка)  — український журналіст, письменник-документаліст. Редактор газети «Червоний промінь» (Суми) та  журналу «Вогні Славутича» (ЧАЕС, 1996-1999). Автор краєзнавчих праць та кількох поетичних експериментів (шахопоезія). 
Один із членів патрітичного гуртка української інтелігенції в Сумах у 1960-80-их роках (разом із Анатолієм Коломацьким, Миколою Даньком, Володимиром Затуливітром, Петром Носенком, Геннадієм Петровим, Олегом Солдатенком, тощо). Бібліофіл. 
Гросмейстер України з шахової композиції, міжнародний майстер з шахової композиції, віце-чемпіон світу (2004). Володар Кубка світу (2013). 

## Життєпис

### Родина
Народився в сім’ї журналіста Льва Капусти, мати – Тіна Михайлівна Чорнявська. Діди з батьківської та материнської лінії для свого часу (початок ХХ ст. ) хоча і були із селянського-козацького середовища, зробили значну, для тих часів, кар’єру – стали бухгалтерами.

### Навчання
Закінчив Сумський Педагогічний інститут. Був однопоточником з Анатолієм Гризуном, Андрієм Дейниченком

### Робота
Кілька років працював у Басівській 8-річній школі вчителем української мови та літератури. 
Працював монтувальником сцени у Сумському обласному Театрі, за протекції Василя Будянського зіграв кілька ролей другого плану (без слів). 
1967  — влаштовується до редакції газети «Червоний промінь» фоторепортером, на цій же посаді з ним співпрацює Олег Солдатенко. Мріє вести спортивну колонку. Працює в газеті кілька років. Саме цей період Віктор називає, як «пошук себе». Працює у газеті «Лєнінській правді» (Тепер«Сумщина»).
Після аварії ЧАЕС  — кореспондент «Вісник Чорнобиля» (1989  — 1991). Редактор у прес-службі ЧАС. Один із засновників і редактор журналу «Вогні Славутича».

### Творчий доробок
У співавторстві видав історико-документальні повісті в Росії («Молода гвардія», 1985), у Києві («Молодь», 1987), Харкові (журнал «Березіль, 1991). 
Автор циклу історичних шкіців і літературно-критичних публікацій у журналах: «Вогні Славутича», «Банкир России», «Київ», «Надзвичайна ситуація», «Українське мовознавство», «Мистецька шахівниця», «Проблеміст України» в «Українській літературній газеті», «Літературній Україні. 
2000  — «Левова доля», шахопоезії у прозі, видавництво Славутич. 
2003  — «Картатий материк», зірка шахосонетів, Київ. 
2016  — «Часорозбіжність», документальна повість про життєвий шлях журналіста Петра Носенка ,ТОВ «Українська видавнича спілка ім. Ю.Липи».
2020  — "Негарантована мігрантіана", - сонети. Київ

### Діти
- Михайло Капуста  — музикант, один із засновників музичного андеграундного руху у Сумах, професійний звукорежисер.
- Максим Капуста  — відомий український звукорежисер, автор мастерингу альбомів гурту ВВ та сольних альбомів Олега Скрипки.
- Алевтина Капуста  — хореограф.

## Задачі
|   | a | b | c | d | e | f | g | h |   |
| 8 | a8 чорний кінь · b8 чорний кінь · e8 білий ферзь · b7 чорна тура · e7 чорний пішак · f7 білий кінь · a6 білий кінь · b6 чорний пішак · e6 білий пішак · f6 чорний пішак · a5 чорна тура · b5 чорний пішак · d5 чорний король · b4 біла тура · c4 чорний слон · e4 біла тура · f4 чорний пішак · b3 чорний ферзь · d3 чорний пішак · e3 чорний пішак · f3 білий слон · g3 білий слон · h3 білий король · e2 білий пішак | a8 чорний кінь · b8 чорний кінь · e8 білий ферзь · b7 чорна тура · e7 чорний пішак · f7 білий кінь · a6 білий кінь · b6 чорний пішак · e6 білий пішак · f6 чорний пішак · a5 чорна тура · b5 чорний пішак · d5 чорний король · b4 біла тура · c4 чорний слон · e4 біла тура · f4 чорний пішак · b3 чорний ферзь · d3 чорний пішак · e3 чорний пішак · f3 білий слон · g3 білий слон · h3 білий король · e2 білий пішак | a8 чорний кінь · b8 чорний кінь · e8 білий ферзь · b7 чорна тура · e7 чорний пішак · f7 білий кінь · a6 білий кінь · b6 чорний пішак · e6 білий пішак · f6 чорний пішак · a5 чорна тура · b5 чорний пішак · d5 чорний король · b4 біла тура · c4 чорний слон · e4 біла тура · f4 чорний пішак · b3 чорний ферзь · d3 чорний пішак · e3 чорний пішак · f3 білий слон · g3 білий слон · h3 білий король · e2 білий пішак | a8 чорний кінь · b8 чорний кінь · e8 білий ферзь · b7 чорна тура · e7 чорний пішак · f7 білий кінь · a6 білий кінь · b6 чорний пішак · e6 білий пішак · f6 чорний пішак · a5 чорна тура · b5 чорний пішак · d5 чорний король · b4 біла тура · c4 чорний слон · e4 біла тура · f4 чорний пішак · b3 чорний ферзь · d3 чорний пішак · e3 чорний пішак · f3 білий слон · g3 білий слон · h3 білий король · e2 білий пішак | a8 чорний кінь · b8 чорний кінь · e8 білий ферзь · b7 чорна тура · e7 чорний пішак · f7 білий кінь · a6 білий кінь · b6 чорний пішак · e6 білий пішак · f6 чорний пішак · a5 чорна тура · b5 чорний пішак · d5 чорний король · b4 біла тура · c4 чорний слон · e4 біла тура · f4 чорний пішак · b3 чорний ферзь · d3 чорний пішак · e3 чорний пішак · f3 білий слон · g3 білий слон · h3 білий король · e2 білий пішак | a8 чорний кінь · b8 чорний кінь · e8 білий ферзь · b7 чорна тура · e7 чорний пішак · f7 білий кінь · a6 білий кінь · b6 чорний пішак · e6 білий пішак · f6 чорний пішак · a5 чорна тура · b5 чорний пішак · d5 чорний король · b4 біла тура · c4 чорний слон · e4 біла тура · f4 чорний пішак · b3 чорний ферзь · d3 чорний пішак · e3 чорний пішак · f3 білий слон · g3 білий слон · h3 білий король · e2 білий пішак | a8 чорний кінь · b8 чорний кінь · e8 білий ферзь · b7 чорна тура · e7 чорний пішак · f7 білий кінь · a6 білий кінь · b6 чорний пішак · e6 білий пішак · f6 чорний пішак · a5 чорна тура · b5 чорний пішак · d5 чорний король · b4 біла тура · c4 чорний слон · e4 біла тура · f4 чорний пішак · b3 чорний ферзь · d3 чорний пішак · e3 чорний пішак · f3 білий слон · g3 білий слон · h3 білий король · e2 білий пішак | a8 чорний кінь · b8 чорний кінь · e8 білий ферзь · b7 чорна тура · e7 чорний пішак · f7 білий кінь · a6 білий кінь · b6 чорний пішак · e6 білий пішак · f6 чорний пішак · a5 чорна тура · b5 чорний пішак · d5 чорний король · b4 біла тура · c4 чорний слон · e4 біла тура · f4 чорний пішак · b3 чорний ферзь · d3 чорний пішак · e3 чорний пішак · f3 білий слон · g3 білий слон · h3 білий король · e2 білий пішак | 8 |
| 7 | a8 чорний кінь · b8 чорний кінь · e8 білий ферзь · b7 чорна тура · e7 чорний пішак · f7 білий кінь · a6 білий кінь · b6 чорний пішак · e6 білий пішак · f6 чорний пішак · a5 чорна тура · b5 чорний пішак · d5 чорний король · b4 біла тура · c4 чорний слон · e4 біла тура · f4 чорний пішак · b3 чорний ферзь · d3 чорний пішак · e3 чорний пішак · f3 білий слон · g3 білий слон · h3 білий король · e2 білий пішак | a8 чорний кінь · b8 чорний кінь · e8 білий ферзь · b7 чорна тура · e7 чорний пішак · f7 білий кінь · a6 білий кінь · b6 чорний пішак · e6 білий пішак · f6 чорний пішак · a5 чорна тура · b5 чорний пішак · d5 чорний король · b4 біла тура · c4 чорний слон · e4 біла тура · f4 чорний пішак · b3 чорний ферзь · d3 чорний пішак · e3 чорний пішак · f3 білий слон · g3 білий слон · h3 білий король · e2 білий пішак | a8 чорний кінь · b8 чорний кінь · e8 білий ферзь · b7 чорна тура · e7 чорний пішак · f7 білий кінь · a6 білий кінь · b6 чорний пішак · e6 білий пішак · f6 чорний пішак · a5 чорна тура · b5 чорний пішак · d5 чорний король · b4 біла тура · c4 чорний слон · e4 біла тура · f4 чорний пішак · b3 чорний ферзь · d3 чорний пішак · e3 чорний пішак · f3 білий слон · g3 білий слон · h3 білий король · e2 білий пішак | a8 чорний кінь · b8 чорний кінь · e8 білий ферзь · b7 чорна тура · e7 чорний пішак · f7 білий кінь · a6 білий кінь · b6 чорний пішак · e6 білий пішак · f6 чорний пішак · a5 чорна тура · b5 чорний пішак · d5 чорний король · b4 біла тура · c4 чорний слон · e4 біла тура · f4 чорний пішак · b3 чорний ферзь · d3 чорний пішак · e3 чорний пішак · f3 білий слон · g3 білий слон · h3 білий король · e2 білий пішак | a8 чорний кінь · b8 чорний кінь · e8 білий ферзь · b7 чорна тура · e7 чорний пішак · f7 білий кінь · a6 білий кінь · b6 чорний пішак · e6 білий пішак · f6 чорний пішак · a5 чорна тура · b5 чорний пішак · d5 чорний король · b4 біла тура · c4 чорний слон · e4 біла тура · f4 чорний пішак · b3 чорний ферзь · d3 чорний пішак · e3 чорний пішак · f3 білий слон · g3 білий слон · h3 білий король · e2 білий пішак | a8 чорний кінь · b8 чорний кінь · e8 білий ферзь · b7 чорна тура · e7 чорний пішак · f7 білий кінь · a6 білий кінь · b6 чорний пішак · e6 білий пішак · f6 чорний пішак · a5 чорна тура · b5 чорний пішак · d5 чорний король · b4 біла тура · c4 чорний слон · e4 біла тура · f4 чорний пішак · b3 чорний ферзь · d3 чорний пішак · e3 чорний пішак · f3 білий слон · g3 білий слон · h3 білий король · e2 білий пішак | a8 чорний кінь · b8 чорний кінь · e8 білий ферзь · b7 чорна тура · e7 чорний пішак · f7 білий кінь · a6 білий кінь · b6 чорний пішак · e6 білий пішак · f6 чорний пішак · a5 чорна тура · b5 чорний пішак · d5 чорний король · b4 біла тура · c4 чорний слон · e4 біла тура · f4 чорний пішак · b3 чорний ферзь · d3 чорний пішак · e3 чорний пішак · f3 білий слон · g3 білий слон · h3 білий король · e2 білий пішак | a8 чорний кінь · b8 чорний кінь · e8 білий ферзь · b7 чорна тура · e7 чорний пішак · f7 білий кінь · a6 білий кінь · b6 чорний пішак · e6 білий пішак · f6 чорний пішак · a5 чорна тура · b5 чорний пішак · d5 чорний король · b4 біла тура · c4 чорний слон · e4 біла тура · f4 чорний пішак · b3 чорний ферзь · d3 чорний пішак · e3 чорний пішак · f3 білий слон · g3 білий слон · h3 білий король · e2 білий пішак | 7 |
| 6 | a8 чорний кінь · b8 чорний кінь · e8 білий ферзь · b7 чорна тура · e7 чорний пішак · f7 білий кінь · a6 білий кінь · b6 чорний пішак · e6 білий пішак · f6 чорний пішак · a5 чорна тура · b5 чорний пішак · d5 чорний король · b4 біла тура · c4 чорний слон · e4 біла тура · f4 чорний пішак · b3 чорний ферзь · d3 чорний пішак · e3 чорний пішак · f3 білий слон · g3 білий слон · h3 білий король · e2 білий пішак | a8 чорний кінь · b8 чорний кінь · e8 білий ферзь · b7 чорна тура · e7 чорний пішак · f7 білий кінь · a6 білий кінь · b6 чорний пішак · e6 білий пішак · f6 чорний пішак · a5 чорна тура · b5 чорний пішак · d5 чорний король · b4 біла тура · c4 чорний слон · e4 біла тура · f4 чорний пішак · b3 чорний ферзь · d3 чорний пішак · e3 чорний пішак · f3 білий слон · g3 білий слон · h3 білий король · e2 білий пішак | a8 чорний кінь · b8 чорний кінь · e8 білий ферзь · b7 чорна тура · e7 чорний пішак · f7 білий кінь · a6 білий кінь · b6 чорний пішак · e6 білий пішак · f6 чорний пішак · a5 чорна тура · b5 чорний пішак · d5 чорний король · b4 біла тура · c4 чорний слон · e4 біла тура · f4 чорний пішак · b3 чорний ферзь · d3 чорний пішак · e3 чорний пішак · f3 білий слон · g3 білий слон · h3 білий король · e2 білий пішак | a8 чорний кінь · b8 чорний кінь · e8 білий ферзь · b7 чорна тура · e7 чорний пішак · f7 білий кінь · a6 білий кінь · b6 чорний пішак · e6 білий пішак · f6 чорний пішак · a5 чорна тура · b5 чорний пішак · d5 чорний король · b4 біла тура · c4 чорний слон · e4 біла тура · f4 чорний пішак · b3 чорний ферзь · d3 чорний пішак · e3 чорний пішак · f3 білий слон · g3 білий слон · h3 білий король · e2 білий пішак | a8 чорний кінь · b8 чорний кінь · e8 білий ферзь · b7 чорна тура · e7 чорний пішак · f7 білий кінь · a6 білий кінь · b6 чорний пішак · e6 білий пішак · f6 чорний пішак · a5 чорна тура · b5 чорний пішак · d5 чорний король · b4 біла тура · c4 чорний слон · e4 біла тура · f4 чорний пішак · b3 чорний ферзь · d3 чорний пішак · e3 чорний пішак · f3 білий слон · g3 білий слон · h3 білий король · e2 білий пішак | a8 чорний кінь · b8 чорний кінь · e8 білий ферзь · b7 чорна тура · e7 чорний пішак · f7 білий кінь · a6 білий кінь · b6 чорний пішак · e6 білий пішак · f6 чорний пішак · a5 чорна тура · b5 чорний пішак · d5 чорний король · b4 біла тура · c4 чорний слон · e4 біла тура · f4 чорний пішак · b3 чорний ферзь · d3 чорний пішак · e3 чорний пішак · f3 білий слон · g3 білий слон · h3 білий король · e2 білий пішак | a8 чорний кінь · b8 чорний кінь · e8 білий ферзь · b7 чорна тура · e7 чорний пішак · f7 білий кінь · a6 білий кінь · b6 чорний пішак · e6 білий пішак · f6 чорний пішак · a5 чорна тура · b5 чорний пішак · d5 чорний король · b4 біла тура · c4 чорний слон · e4 біла тура · f4 чорний пішак · b3 чорний ферзь · d3 чорний пішак · e3 чорний пішак · f3 білий слон · g3 білий слон · h3 білий король · e2 білий пішак | a8 чорний кінь · b8 чорний кінь · e8 білий ферзь · b7 чорна тура · e7 чорний пішак · f7 білий кінь · a6 білий кінь · b6 чорний пішак · e6 білий пішак · f6 чорний пішак · a5 чорна тура · b5 чорний пішак · d5 чорний король · b4 біла тура · c4 чорний слон · e4 біла тура · f4 чорний пішак · b3 чорний ферзь · d3 чорний пішак · e3 чорний пішак · f3 білий слон · g3 білий слон · h3 білий король · e2 білий пішак | 6 |
| 5 | a8 чорний кінь · b8 чорний кінь · e8 білий ферзь · b7 чорна тура · e7 чорний пішак · f7 білий кінь · a6 білий кінь · b6 чорний пішак · e6 білий пішак · f6 чорний пішак · a5 чорна тура · b5 чорний пішак · d5 чорний король · b4 біла тура · c4 чорний слон · e4 біла тура · f4 чорний пішак · b3 чорний ферзь · d3 чорний пішак · e3 чорний пішак · f3 білий слон · g3 білий слон · h3 білий король · e2 білий пішак | a8 чорний кінь · b8 чорний кінь · e8 білий ферзь · b7 чорна тура · e7 чорний пішак · f7 білий кінь · a6 білий кінь · b6 чорний пішак · e6 білий пішак · f6 чорний пішак · a5 чорна тура · b5 чорний пішак · d5 чорний король · b4 біла тура · c4 чорний слон · e4 біла тура · f4 чорний пішак · b3 чорний ферзь · d3 чорний пішак · e3 чорний пішак · f3 білий слон · g3 білий слон · h3 білий король · e2 білий пішак | a8 чорний кінь · b8 чорний кінь · e8 білий ферзь · b7 чорна тура · e7 чорний пішак · f7 білий кінь · a6 білий кінь · b6 чорний пішак · e6 білий пішак · f6 чорний пішак · a5 чорна тура · b5 чорний пішак · d5 чорний король · b4 біла тура · c4 чорний слон · e4 біла тура · f4 чорний пішак · b3 чорний ферзь · d3 чорний пішак · e3 чорний пішак · f3 білий слон · g3 білий слон · h3 білий король · e2 білий пішак | a8 чорний кінь · b8 чорний кінь · e8 білий ферзь · b7 чорна тура · e7 чорний пішак · f7 білий кінь · a6 білий кінь · b6 чорний пішак · e6 білий пішак · f6 чорний пішак · a5 чорна тура · b5 чорний пішак · d5 чорний король · b4 біла тура · c4 чорний слон · e4 біла тура · f4 чорний пішак · b3 чорний ферзь · d3 чорний пішак · e3 чорний пішак · f3 білий слон · g3 білий слон · h3 білий король · e2 білий пішак | a8 чорний кінь · b8 чорний кінь · e8 білий ферзь · b7 чорна тура · e7 чорний пішак · f7 білий кінь · a6 білий кінь · b6 чорний пішак · e6 білий пішак · f6 чорний пішак · a5 чорна тура · b5 чорний пішак · d5 чорний король · b4 біла тура · c4 чорний слон · e4 біла тура · f4 чорний пішак · b3 чорний ферзь · d3 чорний пішак · e3 чорний пішак · f3 білий слон · g3 білий слон · h3 білий король · e2 білий пішак | a8 чорний кінь · b8 чорний кінь · e8 білий ферзь · b7 чорна тура · e7 чорний пішак · f7 білий кінь · a6 білий кінь · b6 чорний пішак · e6 білий пішак · f6 чорний пішак · a5 чорна тура · b5 чорний пішак · d5 чорний король · b4 біла тура · c4 чорний слон · e4 біла тура · f4 чорний пішак · b3 чорний ферзь · d3 чорний пішак · e3 чорний пішак · f3 білий слон · g3 білий слон · h3 білий король · e2 білий пішак | a8 чорний кінь · b8 чорний кінь · e8 білий ферзь · b7 чорна тура · e7 чорний пішак · f7 білий кінь · a6 білий кінь · b6 чорний пішак · e6 білий пішак · f6 чорний пішак · a5 чорна тура · b5 чорний пішак · d5 чорний король · b4 біла тура · c4 чорний слон · e4 біла тура · f4 чорний пішак · b3 чорний ферзь · d3 чорний пішак · e3 чорний пішак · f3 білий слон · g3 білий слон · h3 білий король · e2 білий пішак | a8 чорний кінь · b8 чорний кінь · e8 білий ферзь · b7 чорна тура · e7 чорний пішак · f7 білий кінь · a6 білий кінь · b6 чорний пішак · e6 білий пішак · f6 чорний пішак · a5 чорна тура · b5 чорний пішак · d5 чорний король · b4 біла тура · c4 чорний слон · e4 біла тура · f4 чорний пішак · b3 чорний ферзь · d3 чорний пішак · e3 чорний пішак · f3 білий слон · g3 білий слон · h3 білий король · e2 білий пішак | 5 |
| 4 | a8 чорний кінь · b8 чорний кінь · e8 білий ферзь · b7 чорна тура · e7 чорний пішак · f7 білий кінь · a6 білий кінь · b6 чорний пішак · e6 білий пішак · f6 чорний пішак · a5 чорна тура · b5 чорний пішак · d5 чорний король · b4 біла тура · c4 чорний слон · e4 біла тура · f4 чорний пішак · b3 чорний ферзь · d3 чорний пішак · e3 чорний пішак · f3 білий слон · g3 білий слон · h3 білий король · e2 білий пішак | a8 чорний кінь · b8 чорний кінь · e8 білий ферзь · b7 чорна тура · e7 чорний пішак · f7 білий кінь · a6 білий кінь · b6 чорний пішак · e6 білий пішак · f6 чорний пішак · a5 чорна тура · b5 чорний пішак · d5 чорний король · b4 біла тура · c4 чорний слон · e4 біла тура · f4 чорний пішак · b3 чорний ферзь · d3 чорний пішак · e3 чорний пішак · f3 білий слон · g3 білий слон · h3 білий король · e2 білий пішак | a8 чорний кінь · b8 чорний кінь · e8 білий ферзь · b7 чорна тура · e7 чорний пішак · f7 білий кінь · a6 білий кінь · b6 чорний пішак · e6 білий пішак · f6 чорний пішак · a5 чорна тура · b5 чорний пішак · d5 чорний король · b4 біла тура · c4 чорний слон · e4 біла тура · f4 чорний пішак · b3 чорний ферзь · d3 чорний пішак · e3 чорний пішак · f3 білий слон · g3 білий слон · h3 білий король · e2 білий пішак | a8 чорний кінь · b8 чорний кінь · e8 білий ферзь · b7 чорна тура · e7 чорний пішак · f7 білий кінь · a6 білий кінь · b6 чорний пішак · e6 білий пішак · f6 чорний пішак · a5 чорна тура · b5 чорний пішак · d5 чорний король · b4 біла тура · c4 чорний слон · e4 біла тура · f4 чорний пішак · b3 чорний ферзь · d3 чорний пішак · e3 чорний пішак · f3 білий слон · g3 білий слон · h3 білий король · e2 білий пішак | a8 чорний кінь · b8 чорний кінь · e8 білий ферзь · b7 чорна тура · e7 чорний пішак · f7 білий кінь · a6 білий кінь · b6 чорний пішак · e6 білий пішак · f6 чорний пішак · a5 чорна тура · b5 чорний пішак · d5 чорний король · b4 біла тура · c4 чорний слон · e4 біла тура · f4 чорний пішак · b3 чорний ферзь · d3 чорний пішак · e3 чорний пішак · f3 білий слон · g3 білий слон · h3 білий король · e2 білий пішак | a8 чорний кінь · b8 чорний кінь · e8 білий ферзь · b7 чорна тура · e7 чорний пішак · f7 білий кінь · a6 білий кінь · b6 чорний пішак · e6 білий пішак · f6 чорний пішак · a5 чорна тура · b5 чорний пішак · d5 чорний король · b4 біла тура · c4 чорний слон · e4 біла тура · f4 чорний пішак · b3 чорний ферзь · d3 чорний пішак · e3 чорний пішак · f3 білий слон · g3 білий слон · h3 білий король · e2 білий пішак | a8 чорний кінь · b8 чорний кінь · e8 білий ферзь · b7 чорна тура · e7 чорний пішак · f7 білий кінь · a6 білий кінь · b6 чорний пішак · e6 білий пішак · f6 чорний пішак · a5 чорна тура · b5 чорний пішак · d5 чорний король · b4 біла тура · c4 чорний слон · e4 біла тура · f4 чорний пішак · b3 чорний ферзь · d3 чорний пішак · e3 чорний пішак · f3 білий слон · g3 білий слон · h3 білий король · e2 білий пішак | a8 чорний кінь · b8 чорний кінь · e8 білий ферзь · b7 чорна тура · e7 чорний пішак · f7 білий кінь · a6 білий кінь · b6 чорний пішак · e6 білий пішак · f6 чорний пішак · a5 чорна тура · b5 чорний пішак · d5 чорний король · b4 біла тура · c4 чорний слон · e4 біла тура · f4 чорний пішак · b3 чорний ферзь · d3 чорний пішак · e3 чорний пішак · f3 білий слон · g3 білий слон · h3 білий король · e2 білий пішак | 4 |
| 3 | a8 чорний кінь · b8 чорний кінь · e8 білий ферзь · b7 чорна тура · e7 чорний пішак · f7 білий кінь · a6 білий кінь · b6 чорний пішак · e6 білий пішак · f6 чорний пішак · a5 чорна тура · b5 чорний пішак · d5 чорний король · b4 біла тура · c4 чорний слон · e4 біла тура · f4 чорний пішак · b3 чорний ферзь · d3 чорний пішак · e3 чорний пішак · f3 білий слон · g3 білий слон · h3 білий король · e2 білий пішак | a8 чорний кінь · b8 чорний кінь · e8 білий ферзь · b7 чорна тура · e7 чорний пішак · f7 білий кінь · a6 білий кінь · b6 чорний пішак · e6 білий пішак · f6 чорний пішак · a5 чорна тура · b5 чорний пішак · d5 чорний король · b4 біла тура · c4 чорний слон · e4 біла тура · f4 чорний пішак · b3 чорний ферзь · d3 чорний пішак · e3 чорний пішак · f3 білий слон · g3 білий слон · h3 білий король · e2 білий пішак | a8 чорний кінь · b8 чорний кінь · e8 білий ферзь · b7 чорна тура · e7 чорний пішак · f7 білий кінь · a6 білий кінь · b6 чорний пішак · e6 білий пішак · f6 чорний пішак · a5 чорна тура · b5 чорний пішак · d5 чорний король · b4 біла тура · c4 чорний слон · e4 біла тура · f4 чорний пішак · b3 чорний ферзь · d3 чорний пішак · e3 чорний пішак · f3 білий слон · g3 білий слон · h3 білий король · e2 білий пішак | a8 чорний кінь · b8 чорний кінь · e8 білий ферзь · b7 чорна тура · e7 чорний пішак · f7 білий кінь · a6 білий кінь · b6 чорний пішак · e6 білий пішак · f6 чорний пішак · a5 чорна тура · b5 чорний пішак · d5 чорний король · b4 біла тура · c4 чорний слон · e4 біла тура · f4 чорний пішак · b3 чорний ферзь · d3 чорний пішак · e3 чорний пішак · f3 білий слон · g3 білий слон · h3 білий король · e2 білий пішак | a8 чорний кінь · b8 чорний кінь · e8 білий ферзь · b7 чорна тура · e7 чорний пішак · f7 білий кінь · a6 білий кінь · b6 чорний пішак · e6 білий пішак · f6 чорний пішак · a5 чорна тура · b5 чорний пішак · d5 чорний король · b4 біла тура · c4 чорний слон · e4 біла тура · f4 чорний пішак · b3 чорний ферзь · d3 чорний пішак · e3 чорний пішак · f3 білий слон · g3 білий слон · h3 білий король · e2 білий пішак | a8 чорний кінь · b8 чорний кінь · e8 білий ферзь · b7 чорна тура · e7 чорний пішак · f7 білий кінь · a6 білий кінь · b6 чорний пішак · e6 білий пішак · f6 чорний пішак · a5 чорна тура · b5 чорний пішак · d5 чорний король · b4 біла тура · c4 чорний слон · e4 біла тура · f4 чорний пішак · b3 чорний ферзь · d3 чорний пішак · e3 чорний пішак · f3 білий слон · g3 білий слон · h3 білий король · e2 білий пішак | a8 чорний кінь · b8 чорний кінь · e8 білий ферзь · b7 чорна тура · e7 чорний пішак · f7 білий кінь · a6 білий кінь · b6 чорний пішак · e6 білий пішак · f6 чорний пішак · a5 чорна тура · b5 чорний пішак · d5 чорний король · b4 біла тура · c4 чорний слон · e4 біла тура · f4 чорний пішак · b3 чорний ферзь · d3 чорний пішак · e3 чорний пішак · f3 білий слон · g3 білий слон · h3 білий король · e2 білий пішак | a8 чорний кінь · b8 чорний кінь · e8 білий ферзь · b7 чорна тура · e7 чорний пішак · f7 білий кінь · a6 білий кінь · b6 чорний пішак · e6 білий пішак · f6 чорний пішак · a5 чорна тура · b5 чорний пішак · d5 чорний король · b4 біла тура · c4 чорний слон · e4 біла тура · f4 чорний пішак · b3 чорний ферзь · d3 чорний пішак · e3 чорний пішак · f3 білий слон · g3 білий слон · h3 білий король · e2 білий пішак | 3 |
| 2 | a8 чорний кінь · b8 чорний кінь · e8 білий ферзь · b7 чорна тура · e7 чорний пішак · f7 білий кінь · a6 білий кінь · b6 чорний пішак · e6 білий пішак · f6 чорний пішак · a5 чорна тура · b5 чорний пішак · d5 чорний король · b4 біла тура · c4 чорний слон · e4 біла тура · f4 чорний пішак · b3 чорний ферзь · d3 чорний пішак · e3 чорний пішак · f3 білий слон · g3 білий слон · h3 білий король · e2 білий пішак | a8 чорний кінь · b8 чорний кінь · e8 білий ферзь · b7 чорна тура · e7 чорний пішак · f7 білий кінь · a6 білий кінь · b6 чорний пішак · e6 білий пішак · f6 чорний пішак · a5 чорна тура · b5 чорний пішак · d5 чорний король · b4 біла тура · c4 чорний слон · e4 біла тура · f4 чорний пішак · b3 чорний ферзь · d3 чорний пішак · e3 чорний пішак · f3 білий слон · g3 білий слон · h3 білий король · e2 білий пішак | a8 чорний кінь · b8 чорний кінь · e8 білий ферзь · b7 чорна тура · e7 чорний пішак · f7 білий кінь · a6 білий кінь · b6 чорний пішак · e6 білий пішак · f6 чорний пішак · a5 чорна тура · b5 чорний пішак · d5 чорний король · b4 біла тура · c4 чорний слон · e4 біла тура · f4 чорний пішак · b3 чорний ферзь · d3 чорний пішак · e3 чорний пішак · f3 білий слон · g3 білий слон · h3 білий король · e2 білий пішак | a8 чорний кінь · b8 чорний кінь · e8 білий ферзь · b7 чорна тура · e7 чорний пішак · f7 білий кінь · a6 білий кінь · b6 чорний пішак · e6 білий пішак · f6 чорний пішак · a5 чорна тура · b5 чорний пішак · d5 чорний король · b4 біла тура · c4 чорний слон · e4 біла тура · f4 чорний пішак · b3 чорний ферзь · d3 чорний пішак · e3 чорний пішак · f3 білий слон · g3 білий слон · h3 білий король · e2 білий пішак | a8 чорний кінь · b8 чорний кінь · e8 білий ферзь · b7 чорна тура · e7 чорний пішак · f7 білий кінь · a6 білий кінь · b6 чорний пішак · e6 білий пішак · f6 чорний пішак · a5 чорна тура · b5 чорний пішак · d5 чорний король · b4 біла тура · c4 чорний слон · e4 біла тура · f4 чорний пішак · b3 чорний ферзь · d3 чорний пішак · e3 чорний пішак · f3 білий слон · g3 білий слон · h3 білий король · e2 білий пішак | a8 чорний кінь · b8 чорний кінь · e8 білий ферзь · b7 чорна тура · e7 чорний пішак · f7 білий кінь · a6 білий кінь · b6 чорний пішак · e6 білий пішак · f6 чорний пішак · a5 чорна тура · b5 чорний пішак · d5 чорний король · b4 біла тура · c4 чорний слон · e4 біла тура · f4 чорний пішак · b3 чорний ферзь · d3 чорний пішак · e3 чорний пішак · f3 білий слон · g3 білий слон · h3 білий король · e2 білий пішак | a8 чорний кінь · b8 чорний кінь · e8 білий ферзь · b7 чорна тура · e7 чорний пішак · f7 білий кінь · a6 білий кінь · b6 чорний пішак · e6 білий пішак · f6 чорний пішак · a5 чорна тура · b5 чорний пішак · d5 чорний король · b4 біла тура · c4 чорний слон · e4 біла тура · f4 чорний пішак · b3 чорний ферзь · d3 чорний пішак · e3 чорний пішак · f3 білий слон · g3 білий слон · h3 білий король · e2 білий пішак | a8 чорний кінь · b8 чорний кінь · e8 білий ферзь · b7 чорна тура · e7 чорний пішак · f7 білий кінь · a6 білий кінь · b6 чорний пішак · e6 білий пішак · f6 чорний пішак · a5 чорна тура · b5 чорний пішак · d5 чорний король · b4 біла тура · c4 чорний слон · e4 біла тура · f4 чорний пішак · b3 чорний ферзь · d3 чорний пішак · e3 чорний пішак · f3 білий слон · g3 білий слон · h3 білий король · e2 білий пішак | 2 |
| 1 | a8 чорний кінь · b8 чорний кінь · e8 білий ферзь · b7 чорна тура · e7 чорний пішак · f7 білий кінь · a6 білий кінь · b6 чорний пішак · e6 білий пішак · f6 чорний пішак · a5 чорна тура · b5 чорний пішак · d5 чорний король · b4 біла тура · c4 чорний слон · e4 біла тура · f4 чорний пішак · b3 чорний ферзь · d3 чорний пішак · e3 чорний пішак · f3 білий слон · g3 білий слон · h3 білий король · e2 білий пішак | a8 чорний кінь · b8 чорний кінь · e8 білий ферзь · b7 чорна тура · e7 чорний пішак · f7 білий кінь · a6 білий кінь · b6 чорний пішак · e6 білий пішак · f6 чорний пішак · a5 чорна тура · b5 чорний пішак · d5 чорний король · b4 біла тура · c4 чорний слон · e4 біла тура · f4 чорний пішак · b3 чорний ферзь · d3 чорний пішак · e3 чорний пішак · f3 білий слон · g3 білий слон · h3 білий король · e2 білий пішак | a8 чорний кінь · b8 чорний кінь · e8 білий ферзь · b7 чорна тура · e7 чорний пішак · f7 білий кінь · a6 білий кінь · b6 чорний пішак · e6 білий пішак · f6 чорний пішак · a5 чорна тура · b5 чорний пішак · d5 чорний король · b4 біла тура · c4 чорний слон · e4 біла тура · f4 чорний пішак · b3 чорний ферзь · d3 чорний пішак · e3 чорний пішак · f3 білий слон · g3 білий слон · h3 білий король · e2 білий пішак | a8 чорний кінь · b8 чорний кінь · e8 білий ферзь · b7 чорна тура · e7 чорний пішак · f7 білий кінь · a6 білий кінь · b6 чорний пішак · e6 білий пішак · f6 чорний пішак · a5 чорна тура · b5 чорний пішак · d5 чорний король · b4 біла тура · c4 чорний слон · e4 біла тура · f4 чорний пішак · b3 чорний ферзь · d3 чорний пішак · e3 чорний пішак · f3 білий слон · g3 білий слон · h3 білий король · e2 білий пішак | a8 чорний кінь · b8 чорний кінь · e8 білий ферзь · b7 чорна тура · e7 чорний пішак · f7 білий кінь · a6 білий кінь · b6 чорний пішак · e6 білий пішак · f6 чорний пішак · a5 чорна тура · b5 чорний пішак · d5 чорний король · b4 біла тура · c4 чорний слон · e4 біла тура · f4 чорний пішак · b3 чорний ферзь · d3 чорний пішак · e3 чорний пішак · f3 білий слон · g3 білий слон · h3 білий король · e2 білий пішак | a8 чорний кінь · b8 чорний кінь · e8 білий ферзь · b7 чорна тура · e7 чорний пішак · f7 білий кінь · a6 білий кінь · b6 чорний пішак · e6 білий пішак · f6 чорний пішак · a5 чорна тура · b5 чорний пішак · d5 чорний король · b4 біла тура · c4 чорний слон · e4 біла тура · f4 чорний пішак · b3 чорний ферзь · d3 чорний пішак · e3 чорний пішак · f3 білий слон · g3 білий слон · h3 білий король · e2 білий пішак | a8 чорний кінь · b8 чорний кінь · e8 білий ферзь · b7 чорна тура · e7 чорний пішак · f7 білий кінь · a6 білий кінь · b6 чорний пішак · e6 білий пішак · f6 чорний пішак · a5 чорна тура · b5 чорний пішак · d5 чорний король · b4 біла тура · c4 чорний слон · e4 біла тура · f4 чорний пішак · b3 чорний ферзь · d3 чорний пішак · e3 чорний пішак · f3 білий слон · g3 білий слон · h3 білий король · e2 білий пішак | a8 чорний кінь · b8 чорний кінь · e8 білий ферзь · b7 чорна тура · e7 чорний пішак · f7 білий кінь · a6 білий кінь · b6 чорний пішак · e6 білий пішак · f6 чорний пішак · a5 чорна тура · b5 чорний пішак · d5 чорний король · b4 біла тура · c4 чорний слон · e4 біла тура · f4 чорний пішак · b3 чорний ферзь · d3 чорний пішак · e3 чорний пішак · f3 білий слон · g3 білий слон · h3 білий король · e2 білий пішак | 1 |
|   | a | b | c | d | e | f | g | h |   |

1.Lh4! ~ 2.T:f4+ K:e6 3.T:f6#
1... Db2 2.T:e3+ Kd4 3.T:d3#
1... f5 2.Td4+ K:e6 3.Td6# (2... K:d4 3.Dh8#)
1... Dc3 2.Te5+ Kd4 3.Td5#

1... T:a6 2.D:b5+! L:b5 3.Te5#
1... S:a6 2.Dc6+! K:c6 3.T:c4#
(1... Sd7 2.D:e7 Sc5(e5) 3.Dd6#)
"Хрест" білої тури у перших чотирьох варіантах з грою батареї і мати зі звязкою чорної фігури щоразу. 
Додатково ще пара варіантів з жертвою ферзя і грою білої батареї.